# Escuela Politécnica Superior de Zamora
La Escuela Politécnica Superior de Zamora (EPSZ) es una escuela de ingeniería española perteneciente a la Universidad de Salamanca. Se encuentra ubicada en el campus de Zamora, en la comunidad autónoma de Castilla y León. 

## Oferta formativa actual
La oferta formativa de la Escuela Politécnica Superior de Zamora incluye hasta siete grados y dos dobles grados.

### Estudios de grado
- Grado en arquitectura técnica
- Grado en ingeniería alimentaria
- Grado en ingeniería civil
- Grado en ingeniería de materiales
- Grado en ingeniería informática
- Grado en ingeniería mecánica
- Grado en desarrollo de aplicaciones 3D interactivas y videojuegos